# شاطرة
شاطرة (بالإنجليزية: Shatareh)‏ هي مستوطنة تقع في قسم دة عباس الريفي (مقاطعة اسلام شهر) في إيران. يقدر عدد سكانها بـ 9,477 نسمة .